# Rosy Ocampo
Rosy Ocampo (Mexikóváros, 1959. november 11. –) mexikói producer.

## Élete
Rosa María Ocampo García néven született Mexikóvárosban. Karrierjét társproducerként kezdte. 2006-ban elkészítette a Lety, a csúnya lány című sorozatot, melynek főszereplői Angélica Vale és Jaime Camil voltak. 2008-ban a Candy című telenovellát készítette el. 2011-ben elkészítette A végzet hatalma című telenovellát. Főszereplői David Zepeda és Sandra Echeverría voltak. Háromszor nyert TVyNovelas-díjat a legjobb telenovella kategóriában.

## Telenovellái

### Mint vezető producer
- La doble vida de Estela Carrillo (2017)
- Antes Muerta que Lichita (2015)
- Qué pobres tan ricos (2013-2014)
- Mentir para vivir (2013)
- Por ella soy Eva (2012)
- La fuerza del destino (A végzet hatalma) (2011)
- Camaleones (2009)
- Las tontas no van al cielo (Candy) (2008)
- Amor sin maquillaje (2007)
- La fea más bella (Lety, a csúnya lány) (2006-2007)
- Misión S.O.S. (2004)
- Alegrijes y rebujos (2003-2004)
- Cómplices al rescate (2002)
- Aventuras en el tiempo (2001)
- Rayito de luz (2000)
- ¡Amigos x siempre! (2000)
- El diario de Daniela (1998)

### Mint társproducer
- Martín Garatuza (1986)

## Programok
- Código F.A.M.A. Internacional (2005)
- Código F.A.M.A. 3a. edición (2005)
- Código F.A.M.A. 2a. edición (2004)
- Código F.A.M.A. (2003)
- Plaza Sésamo (1973)
- Operalia (1994)